# Thymoites cravilus
Thymoites cravilus är en spindelart som beskrevs av Marques och Buckup 1992. Thymoites cravilus ingår i släktet Thymoites och familjen klotspindlar. Inga underarter finns listade i Catalogue of Life.